# Charlie Eitner
Gerhard „Charlie“ Eitner (* 25. Januar 1952 in Cottbus) ist ein deutscher Gitarrist des Fusion-Jazz.
Eitner begann in seiner Geburtsstadt als Rockmusiker. 1973 zog er nach Ost-Berlin, wo er an der Hochschule für Musik Hanns Eisler studierte. Während des Studiums war er weiter in Rock- und in Tanzformationen tätig und arbeitete auch als Studiomusiker. Gemeinsam mit Wolfgang Fiedler gründete er 1977 die Gruppe „Fusion“. Von 1980 bis 1985 spielte er im Trio Unit mit Fiedler und Volker Schlott (CD 1987), das dann durch den Perkussionisten Mario Würzebesser zum Quartett erweitert wurde. Weiterhin gehörte er der „Blechband“ von Hannes Zerbe an und gründete 1984 sein Trio „Splash“, mit dem er Rockjazz spielt. Er war auf Tournee mit Dom Um Romao, mit Christy Doran, sowie mit Brigeen Doran und trat auch mit Stu Goldberg, Christoph Spendel, Michael Clifton und Hans Hartmann auf. Daneben konzentriert sich Eitner zunehmend auf Solokonzerte, wobei er auch akustische Gitarre spielt. Mit Ron Randolf spielt er in der East-West-Connection, ein weiteres Duo bildet er mit Topo Gioia. 

## Lexigraphische Einträge
- Martin Kunzler: Jazz-Lexikon. Band 1: A–L (= rororo-Sachbuch. Bd. 16512). 2. Auflage. Rowohlt, Reinbek bei Hamburg 2004, ISBN 3-499-16512-0.